# مانیه‌توچکا
یِلیزاوتا آندریونا گردیموا (به روسی: Елизаве́та Андре́евна Гырды́мова؛ زادهٔ ۱ ژوئن ۱۹۹۸) با نام هنری مانیه‌توچکا (به روسی: Моне́точка)، خواننده، آهنگساز و ترانه‌سرا اهل روسیه است.